# Продуктивне навчання
Продуктивне навчання — інноваційний вид освіти кінця XX — початку XXI століття, де роль педагога зводиться на позиції ділового партнера, консультанта і однодумця, при цьому освітнє середовище передбачає співпрацю дітей і дорослих на основі договірних відносин. Співпраця педагога та учня передбачає особисту свободу кожного учасника навчально-виховного процесу і веде до того, що навчання стає мотивованим процесом спільних і особистих відкриттів.

## Історія
Класична педагогіка завдячує своєю появою Я. А. Каменському і продовжує вдосконалюватися протягом століть аж до наших днів Проте вже в XYIII ст. зароджується новий підхід до освіти, що дав основу для виникнення альтернативних дидактичних систем. В основі цього підходу лежать ідеї виховання Ж. Ж. Руссо і його послідовника І. Г. Песталоцці. Продовжив і розвинув цей напрям видатний німецький педагог-демократ А. Дістервег.

Реформатор західної педагогіки Дж. Дьюї, вивчивши античну філософію і філософію Е.Канта, звернувся до спадщини Ж.Руссо. В результаті виникла концепція школи, де діти можуть отримати громадянське виховання, пізнати зв'язок школи з життям.

На початку XX ст. з'явився ряд освітніх технологій продуктивного напрямку, які склали основу уявлень про особливості альтернативної педагогіки. Ці технології активно розвиваються і в наші дні. До такої технології відноситься система М. Монтессорі, яка зазнала впливу ідей Ж.Руссо та педагогічних принципів Дж. Дьюї. Не менш значимими для розвитку нової школи є ідеї С. Френе.

З альтернативних технологій навчання найбільшу популярність набула вальдорфска школа, розроблена німецьким філософом і педагогом Р. Штейнера.

Таким чином, ідеї багатьох великих філософів, психологів та педагогів створили передумови для виникнення альтернативної освіти, орієнтованої на розвиток і формування особистості. На їх основі стали формуватися різні системи і способи альтернативної педагогіки, які можна позначити як продуктивна педагогіки.

Багато педагогів займались пошуком способів зробити навчання більш корисним, продуктивним, домогтися того, щоб в освітньому процесі особистісний момент участі учня стояв на першому місці.

Продуктивне навчання як концепція, що має свою практичну та теоретичну базу, існує порівняно недавно. У 1991 році німецькі педагоги Йенс Шнайдер (Jens Schneider) та Інгрід Бьом (Ingrid Boehm) заснували Інститут продуктивного навчання в Європі (Institute for Productive Learning in Europe — IPLE), який і є з тих пір головним координуючим центром проектів продуктивного навчання по всьому світу.

## Теоретичні засади
Продуктивне навчання базується на ряді теоретичних принципів і підходів, спрямованих на ефективне засвоєння матеріалу і розвиток критичного мислення. Нижче подано деякі ключові теоретичні засади продуктивного навчання:
1. Активне навчання: Активне залучення учнів у процес навчання, включаючи дискусії, практичні завдання, групову роботу і самостійну діяльність. Це допомагає поглибити зрозуміння матеріалу і сприяє його кращому засвоєнню.
2. Прикладна орієнтація: Фокус на практичному використанні набутих знань. Задачі і завдання повинні відображати реальні ситуації та виклики, з якими може стикатися учень під час застосування своїх знань.
3. Співпраця і групова робота: Розвиток навичок співпраці через групові завдання. Взаємодія з іншими студентами може сприяти обміну ідеями, розвитку комунікаційних навичок і вирішенню завдань колективно.
4. Постійний зворотний зв'язок: Забезпечення систематичного та конструктивного зворотного зв'язку щодо успішності учнів. Це може включати оцінювання, коментарі вчителів і взаємодію з учнями з метою поліпшення їхнього розуміння та навчання.
5. Зорієнтованість на проблемні завдання: Постановка завдань, які вимагають від учнів розв'язування проблем, аналізу та критичного мислення. Це сприяє розвитку аналітичних навичок та самостійності.
6. Зв'язок з попередніми знаннями: Врахування попередніх знань та досвіду учнів, створення зв'язку між новим матеріалом і вже існуючими знаннями для полегшення засвоєння нової інформації.
7. Індивідуалізація: Забезпечення можливостей для індивідуалізованого навчання, враховуючи різні стилі навчання, темпи і рівні здібностей учнів.
8. Стимулювання інтересу: Використання цікавого та мотивуючого матеріалу для залучення уваги учнів. Поєднання навчання з реальними інтересами учнів може підвищити їхню мотивацію.
9. Рефлексія: Сприяння учням усвідомленню власного навчання через рефлексію. Це може включати аналіз власних успіхів та труднощів, а також визначення шляхів поліпшення.

Ці принципи можуть варіюватися залежно від конкретного підходу до навчання та контексту, проте їхня взаємодія спрямована на створення ефективного і продуктивного середовища для навчання.

## Теоретики концепції продуктивного навчання
Продуктивне навчання - це підхід до навчання, який акцентує на активному залученні учнів до процесу навчання, сприяючи глибшому розумінню матеріалу та розвитку критичного мислення. Існує багато вчених, які внесли вагомий внесок у розробку та розуміння принципів продуктивного навчання. Ось кілька з них:
1. Джон Дьюї: Американський філософ та педагог, який розвивав ідеї про активне навчання та вірив у важливість дослідницької діяльності для розвитку інтелекту.
2. Лев Виготський: Російський психолог, чия теорія розвитку співробітництва (зони найближчого розвитку) вказує на важливість взаємодії та співпраці між учнями для досягнення кращих результатів.
3. Жан Піаже: Швейцарський психолог та філософ, чия теорія когнітивного розвитку вказує на етапи еволюції дитячого мислення та інтересується важливістю активного взаємодії із середовищем.
4. Бенджамін Блум: Американський педагог, який спільно з іншими вченими розробив Таксономію Блума, що вказує на різні рівні когнітивного навантаження та сприяє створенню ефективних уроків.
5. Девід Колб: Американський психолог, який розробив Теорію навчання дорослих та Модель навчання дорослих, в якій акцентується на активному досвіді та відображенні.

Ці вчені сприяли розвитку концепцій продуктивного навчання та внесли свій внесок у сучасні педагогічні підходи.

## Методи та прийоми
Продуктивне навчання включає в себе різноманітні методи та прийоми, які допомагають ефективніше засвоювати інформацію та розвивати навички. Нижче наведено декілька методів та прийомів, які можуть покращити продуктивність навчання:
1. Розподілений часовий графік:
  - Розподіліть час між різними предметами чи темами для забезпечення рівномірного покриття матеріалу.
2. Активне читання:
  - Спробуйте активно читати матеріали, застосовуючи методи, такі як підкреслення, створення або редагування конспектів.
3. Мнемотехніка:
  - Використовуйте методи мнемотехніки для полегшення запам'ятовування інформації, такі як асоціації, або створення візуальних асоціацій.
4. Взаємодія з матеріалом:
  - Активно займайтеся вивченням матеріалу, використовуючи питання, обговорення чи розв'язання завдань.
5. Створення концептуальних карт:
  - Використовуйте концептуальні карти для візуалізації та систематизації знань.
6. Застосування різних джерел інформації:
  - Використовуйте підручники, відеоуроки, статті та інші різні джерела для отримання більш повного розуміння предмету.
7. Розвиток навичок самоконтролю:
  - Навчіться ефективно керувати своїм часом, ставте конкретні цілі та періодично оцінюйте свій прогрес.
8. Використання технологій:
  - Використовуйте різноманітні навчальні додатки, відеоуроки, інтерактивні вправи для покращення засвоєння матеріалу.
9. Групова робота:
  - Взаємодія з іншими студентами може збагатити розуміння матеріалу через обговорення та обмін думками.
10. Постійне вдосконалення:
  - Постійно оновлюйте та коригуйте свої методи навчання відповідно до власного досвіду та змін потреб.

Кожна людина може знайти свій власний оптимальний спосіб навчання, тому важливо експериментувати з різними методами та визначити, які підходять найкраще для конкретної ситуації чи предмету.